# ترس و عشق
ترس و عشق (آلمانی: Fürchten und Lieben)، (ایتالیایی: Paura e amore) که با نام سه خواهر (فرانسوی: Trois Soeurs‎) هم شناخته می‌شود، یک فیلم درام به کارگردانی مارگارته فون تروتا است که در سال ۱۹۸۸ میلادی منتشر شد. این فیلم در جشنواره فیلم کن ۱۹۸۸ به نمایش درآمد.

## بازیگران
- فنی اردان
- گرتا اسکاکی
- والریا گولینو
- پیتر زیمونیشک
- سرجو کاستلیتو
- اگنس سورال
- پائولو هندل
- گیلا فون وایترسهاوزن
- گوئیدو آلبرتی